# Nora Holstad Berge
Nora Holstad Berge (Oslo, 16 giugno 1987) è un'ex calciatrice norvegese, di ruolo difensore.

## Carriera

### Club
Dal 2003 al 2009 ha giocato nella massima serie norvegese; successivamente dal 2010 al 2011 ha giocato in quella svedese nel Linköpings (con cui ha anche giocato 6 partite nella Champions League femminile ed ha vinto una Supercoppa di Svezia), per poi tornare per un anno in patria; dopo un'ulteriore parentesi al Linköpings ed un ulteriore campionato in patria, dal 2014 gioca nella squadra femminile del Bayern Monaco, con cui nella stagione 2014-2015 vince un campionato.
Nell'estate del 2017 ha lasciato il Bayern Monaco per trasferirsi negli Stati Uniti siglando un contratto con il North Carolina Courage, società con la quale disputa il suo ultimo anno da calciatrice prima del ritiro.

### Nazionale
Ha giocato numerose partite con le nazionali giovanili Under-17, Under-19, Under-21 e Under-23.
Dal 2010 passa alla nazionale maggiore, vestendone la maglia fino al ritiro, nel 2017, con la quale ha anche partecipato a due campionati europei, Svezia 2013, chiuso al secondo posto, e Paesi Bassi 2017, e a due Mondiali, Germania 2011 e Canada 2015, con la sua nazionale eliminata rispettivamente alla fase a gironi e agli ottavi di finale.

## Palmarès

### Club
- Campionato tedesco: 2

Bayern Monaco: 2014-2015, 2015-2016
- Campionato norvegese: 1

Kolbotn: 2006
- Coppa di Norvegia: 1

Kolbotn: 2007